# Anastasija Iwanowa
Anastasija Andriejewna Iwanowa (ros. Анастасия Андреевна Иванова, ur. 21 marca 1990 w Ufie) – rosyjska florecistka, dwukrotna medalistka mistrzostw świata.
W 2009 roku zdobyła brąz drużynowo na mistrzostwach świata juniorów w Belfaście. Na mistrzostwach świata juniorów w Baku w 2010 roku zdobyła drużynowo złoty medal.
Podczas mistrzostw świata w Lipsku w 2017 roku Rosjanki w składzie: Inna Dierigłazowa, Anastasija Iwanowa, Swietłana Tripapina i Adielina Zagidullina zdobyły brązowy medal w zawodach drużynowych. Na rozgrywanych dwa lata później mistrzostwach świata w Budapeszcie razem z Dierigłazową, Zagidulliną i Łarisą Korobiejnikową w tej samej konkurencji wywalczyła złoty medal.
Ponadto zdobyła drużynowo złoty medal na mistrzostwach Europy w Düsseldorfie (2019) oraz srebrny na mistrzostwach Europy w Nowym Sadzie (2018).
Wywalczyła również złoto w turnieju drużynowym na igrzyskach europejskich w Baku w 2015 roku.